# Estrée-Blanche
Estrée-Blanche (Nederlands: Strate) is een gemeente in het Franse departement Pas-de-Calais (regio Hauts-de-France). De plaats maakt deel uit van het arrondissement Béthune. Estrée-Blanche telde op 1 januari 2022 906 inwoners.

## Geografie
De oppervlakte van Estrée-Blanche bedroeg op 1 januari 2022 5,32 vierkante kilometer; de bevolkingsdichtheid was toen 170,3 inwoners per km².

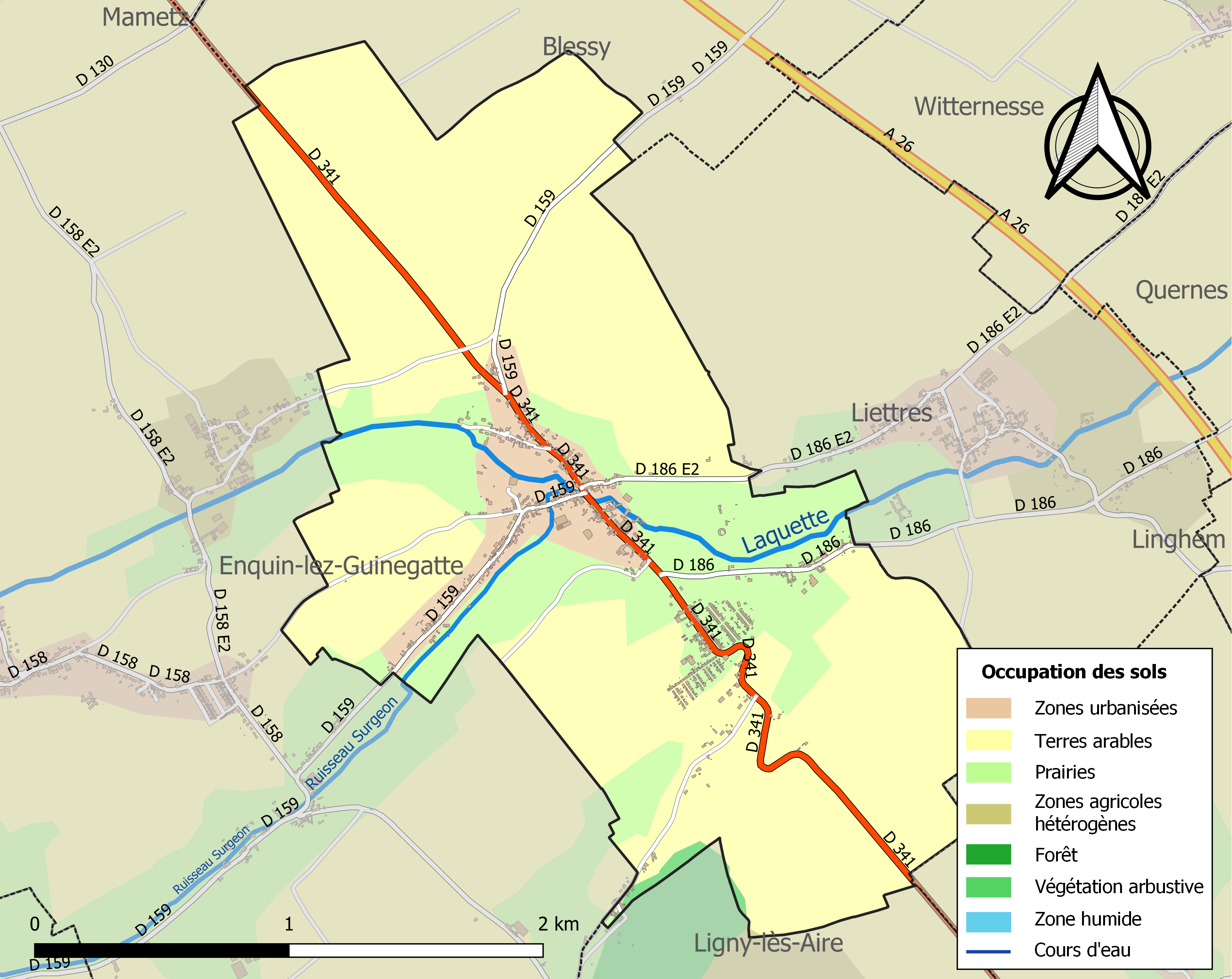
Kaart van de gemeente met belangrijkste infrastructuur, bodemgebruik en omliggende gemeenten

## Demografie
Onderstaande figuur toont het verloop van het inwonertal (bron: INSEE-tellingen).